# Terefundus
Terefundus là một chi ốc biển, là động vật thân mềm chân bụng sống ở biển trong họ Muricidae, họ ốc gai.

## Các loài
Các loài thuộc chi Terefundus bao gồm:
- Terefundus crispulatus (Suter, 1908)[2]
- Terefundus cuvierensis (Mestayer, 1919)[3]
- Terefundus quadricinctus (Suter, 1908)[4]
- Terefundus unicarinatus Dell, 1956[5]